# Шенье, Луи-Совёр

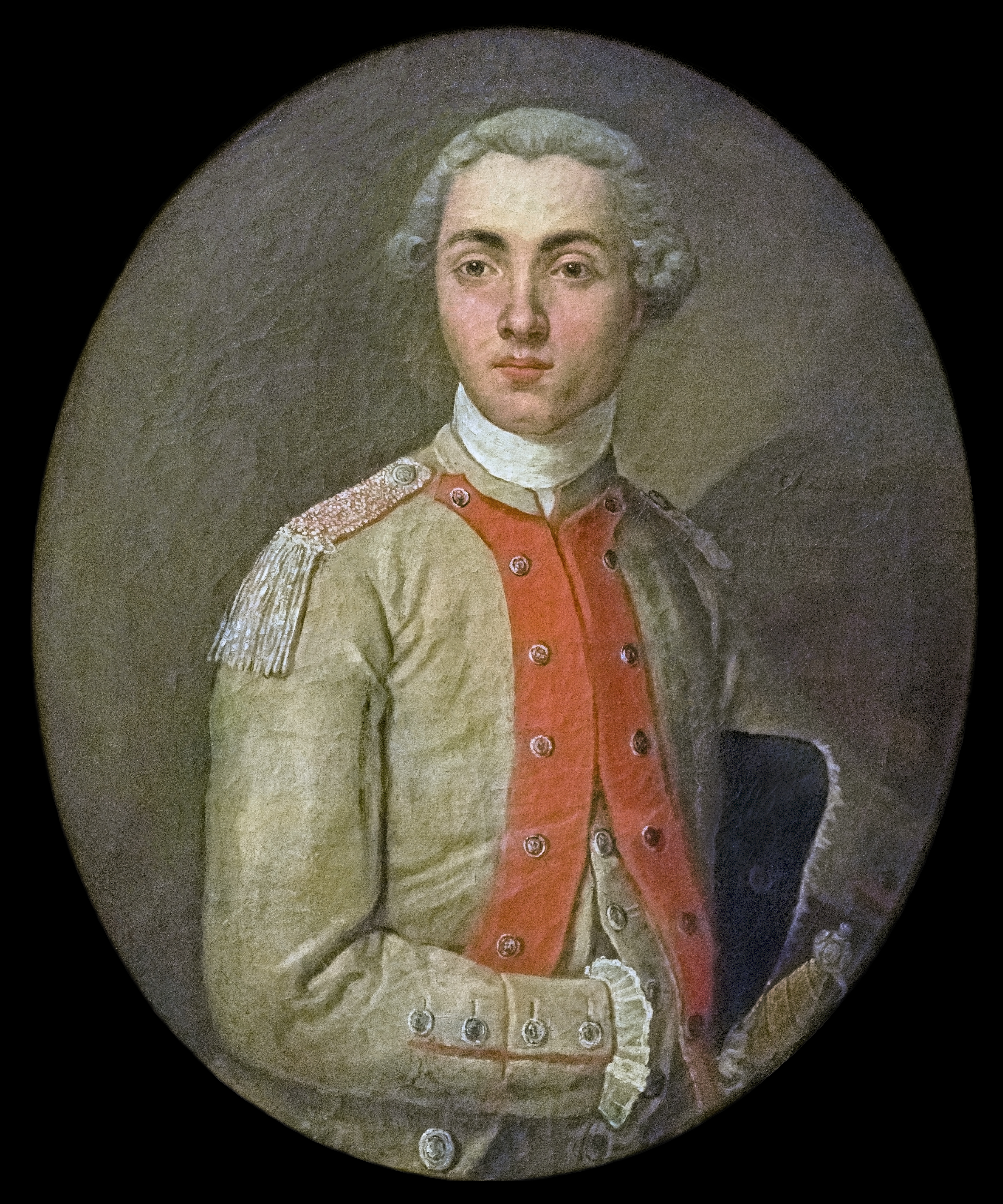
Портрет Луи-Совёра Шенье, 1773

Луи-Совёр Шенье (фр. Louis-Sauveur de Chénier 1761—1823) — французский военачальник.

## Биография
Родился в семье дипломата и писателя Луи Шенье, брат поэта Андре-Мари Шенье и драматурга революционной эпохи Мари-Жозефа Шенье.
Поступив в 1780 году на военную службу, Шенье в июне 1789 года напечатал «Lettre à M. de Mirabeau sur les dispositions naturelles, nécessaires et indubitables des officiers et des soldats français et étrangers». Эту брошюру революционного содержания он, как сам рассказывал два года спустя, раздавал в казармах.
В 1793 году Шенье из-за ссоры со своим начальником, был уволен со службы. Поселившись затем в Бретеле, Шенье настроил против себя комиссара Конвента Андре Дюмона. По его приказу Шенье был арестован и препровождён в Париж. Здесь его спутали с его арестованным братом Андре. Вскоре ошибка выяснилась, но это не спасло бы Луи Шенье, если бы через два дня после казни Андре не произошёл переворот 9-го термидора. Шенье вернулся в армию и участвовал в итальянском походе Бонапарта; позже стал начальником инженерной дивизии.
Напечатал в защиту брата Андре и себя «Pièces justificatives oubliées dans le compte rendu d’André Dumont, dédiées au corps électoral de France».